# Habenaria filifera
Habenaria filifera là một loài thực vật có hoa trong họ Lan. Loài này được S.Watson mô tả khoa học đầu tiên năm 1891.